# 순검사
순검사(巡檢使/巡检司)는 한국과 중국에서 사용하던 관직이다.
한국에서는 고려, 조선 때 사용되었으며, 지방의 상황을 파악하기 위해 파견되는 임시직으로 2품 이상일 경우에는 도순검사(都巡檢使), 3품이면 순검사라고 불렀다.